# Витрак, Роже
Роже́ Витра́к (фр. Roger Vitrac, 17 ноября 1899, Пенсак, Франция — 22 января 1952, Париж) — французский драматург и поэт, сюрреалист.

## Краткая биография
В 1910 году Витрак переехал в Париж. В молодости он поддался влиянию символизма и работ Лотреамона и Альфреда Жарри. В нём развилась страсть к театру и поэзии. Через год после получения степени бакалавра он опубликовал сборник поэм «Черный Фавн».
В 1924 году Витрак одним из первых воспринял идеи сюрреализма и вскоре занял в сюрреалистической группе ведущее положение. В его квартире устраивались первые коллективные сеансы автоматического письма, в результате которых родилась книга Андре Бретона «Растворимая рыба» (1925) и поэтический сборник самого Витрака «Познание смерти» (1926).
Но вскоре, в 1926 году, Витрак, наряду с Супо и Арто, был исключен из группы: косвенной причиной изгнания стало открытие «Театра Альфреда Жарри», в создании которого Витрак сыграл не последнюю роль. Так, несколько его пьес, например, «Тайны любви» (Les Mystères de l’amour, 1927), драма с тридцатью восемью персонажами, смесь иронии и эротизма или едкая сатира «Виктор или дети у власти», (Victor ou les enfants au pouvoir, 1928) за двадцать лет до Эжена Ионеско задают тон будущему театру абсурда. Кембриджский театральный справочник описывает «Тайны любви» как шедевр сюрреалистического театра. Данное произведение считается ключевой пьесой французского театра XX века.
В 1928 году Андре Бретон предпринял попытку вернуть Роже Витрака и Антонена Арто в сюрреалистическую группу: их имена появились в оглавлении «Сюрреалистической революции», однако желанное примирение так и не состоялось. Чуть позже, в ответ на резкий тон Второго манифеста сюрреализма, опубликованного Бретоном, Витрак поставил свою подпись под антибретоновским «Трупом».
В последующие годы Витрак не имел никаких отношений ни с Бретоном, ни с сюрреализмом. Однако его драматическое творчество сохранило глубинную связь с движением, которому он посвятил годы своей молодости.
С 1931 года Витрак работал журналистом, продолжая изучать драматургию в стиле бурлеск, где часто объединялись жанры бульварной комедии и интимной трагедии.
Пьесы Витрака «Трафальгарский переворот» (1934) и «Les Demoiselles du large» (1938) не получили признание публики и критиков, как и его более поздние и яркие произведения, такие как «Le Loup-Garou» (1939) и «Le Sabre de mon père» (1951).
Витрак умер в Париже в 1952 году.
Только после смерти драматург получил известность, когда в 1962 году французский драматург Жан Ануй сделал успешную постановку по пьесе «Виктор или власть детям».

## Основные работы
- Les Mystères de l’amour (1927)
- Victor ou les enfants au pouvoir (1928)
- Le Coup de Trafalgar (1934)
- Le Camelot (1936)
- Les Demoiselles du large (1938)
- Le Loup-Garou (1940)
- Le Sabre de mon père (1951)
- Médor (1966)
- Entrée libre (1967)[6]

## Фильмография
- 1935 — Cavalerie légère, режиссёр Вернер Хохбаум (англ.) — диалоги
- 1938 — Безумная Дева (La Vierge folle), режиссёр Анри Диамант-Бергер (англ.)
- 1938 — Le Joueur d'échecs (англ.), режиссёр Жан Древиль — сценарий
- 1942 — Macao, l’enfer du jeu (фр.), режиссёр Жан Деланнуа — адаптация и диалоги[7]